# 章远新
章远新（1952年—），河北卢龙人，汉族，中华人民共和国政治人物、第十一届全国人民代表大会广西地区代表。
毕业于南开大学经济研究所政治经济学，是中共党员。担任广西自治区发改委主任。2008年起担任全国人大代表。